# 369
- Wikisource

| Calendário gregoriano                                                        | 369 CCCLXIX                     |
| Ab urbe condita                                                              | 1122                            |
| Calendário arménio                                                           | -183 – -182                     |
| Calendário bahá'í                                                            | -1475 – -1474                   |
| Calendário budista                                                           | 913                             |
| Calendário chinês                                                            | 3065 – 3066                     |
| Calendário copta                                                             | 85 – 86                         |
| Calendário etíope                                                            | 361 – 362                       |
| Calendários hindus - Vikram Samvat - Calendário nacional indiano - Cáli Iuga | 424 – 425 290 – 291 3469 – 3470 |
| Calendário Holoceno                                                          | 10369                           |
| Calendário islâmico                                                          | 261 BH – 260 BH                 |
| Calendário judaico                                                           | 4129 – 4130                     |
| Calendário persa                                                             | 253 BP – 252 BP                 |
| Calendário rúnico                                                            | 619                             |
| Calendário solar tailandês                                                   | 912                             |

369 (CCCLXIX, na numeração romana) foi um ano comum do século IV que começou numa quinta-feira, segundo o calendário juliano.  Segundo o horóscopo chinês, foi o ano da Serpente.
| Ano completo                        |
| ----------------------------------- |
| Ano comum com início à quarta-feira |